# Lommel Sportkring
|  | No s'ha de confondre amb K.F.C. Lommel S.K.. |

El Lommel Sportkring és un club de futbol belga de la ciutat de Lommel.

## Història
El club prové del Vlug & Vrij Overpelt-Usines registrat amb la matrícula 1064 a la Federació Belga l'any 1927. El dissolgué el 1933 i renasqué el 1937 com a Vlug & Vrij Overpelt amb matrícula 2554 a Overpelt. Evolució del nom:
- 1937: Vlug & Vrij Overpelt Fabriek
- 1987: KVV Overpelt Fabriek
- 2003: fusió amb KFC Lommel SK esdevenint KVSK United Overpelt-Lommel.
- 2010: K. Lommel United
- 2017: Lommel SK